# Худ, Сэмюэл, 2-й барон Бридпорт
Сэмюэл Худ, 2-й барон Бридпорт (англ. Samuel Hood, 2nd Baron Bridport; 7 сентября 1788 — 6 января 1868) — британский политик и пэр.

## Происхождение и образование
Родился 7 сентября 1788 года. Второй сын Генри Худа, 2-го виконта Худа (1753—1836), камергера двора королевы Каролины, и Джейн Уилер (ок. 1754—1847). Его дедушкой и бабушкой по отцовской линии были Сэмюэл Худ, 1-й виконт Худ (1724—1816), морской офицер, и Сюзанна Линзи (дочь Эдварда Линзи). Его мать была дочерью и наследницей Фрэнсиса Уиллера из Уитли-холла недалеко от Ковентри в Уорикшире, и Джейн Смит (дочь банкира Абеля Смита из Ноттингема).
Он получил образование в Тринити-колледже в Кембридже, получив степень магистра в 1809 году .

## Карьера
В 1812—1818 годах Сэмюэл Худ заседал в Палате общин Великобритании от консервативной партии от Хейтсбери, Уилтшир.
В 1814 году, вскоре после гибели в бою своего старшего брата, он унаследовал титул 2-го барона Бридпорта (Пэрство Ирландии) от своего бездетного двоюродного деда, адмирала Александра Худа, 1-го виконта Бридпорта, 1-го барона Бридпорта.

## Личная жизнь

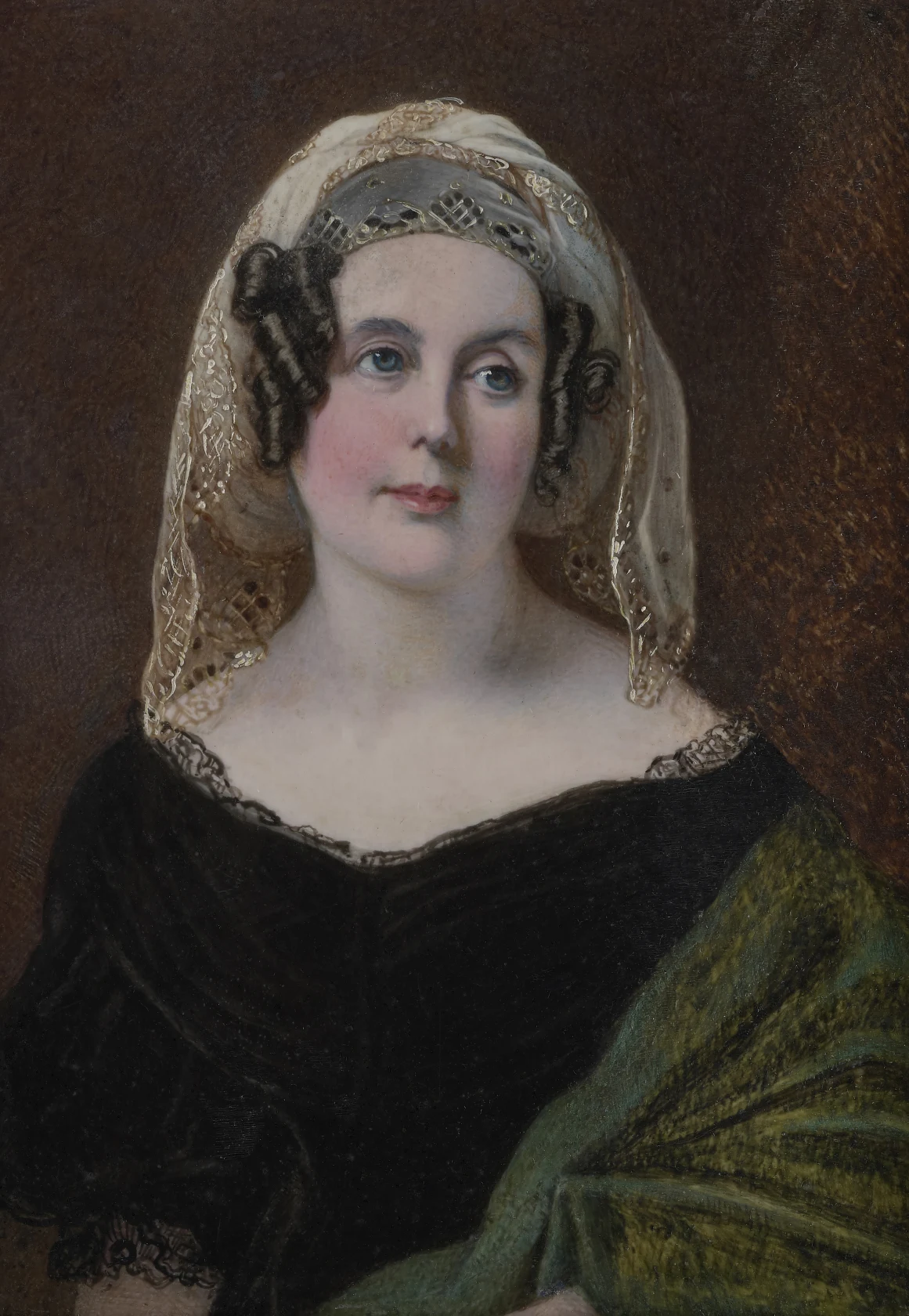
Шарлотта Мэри Нельсон, 3-я герцогиня Бронте (1787—1873), Портретная миниатюра Роберта Торберна (ок.  1840—1845 гг .)

3 июля 1810 года в приходе Марилебон, Лондон, Сэмюэл Худ женился на Шарлотте Мэри Нельсон (20 сентября 1787 — 29 января 1873), единственной выжившей дочери преподобного Уильяма Нельсона, 1-го графа Нельсона, 2-го герцога Бронте, и Саре Йонг (дочери преподобного Генри Йонга). У супругов было два сына и пять дочерей:
- Достопочтенная Мэри София Худ (1811 — 29 января 1888), в 1841 году она вышла замуж во второй раз за политика Джона Ли Ли[8].
- Достопочтенная Шарлотта Худ (1813 — 21 августа 1906), в 1845 году она которая вышла замуж за Горация Уильяма Ноэля Рочфорта, сына полковника Джона Стонтона Рочфорта[9]
- Достопочтенная Джейн Сара Худ (14 января 1817 — 28 апреля 1907), в 1838 году она вышла замуж первым браком за Хью Холбека, сына Уильяма Холбека (сына Уильяма Холбека). После его смерти в 1849 году она вышла вторым браком замуж в 1853 году за капитана сэра Чарльза Хотэма, губернатора Виктории и сына преподобного Фредерика Хотема. После его смерти в 1855 году она вышла замуж в третий раз в 1860 году за капитана Уильяма Армистейджа из Королевского флота, брата сэра Джорджа Армистейджа, 5-го баронета[7].
- Достопочтенная Кэтрин Луиза Худ (25 марта 1818 — 6 октября 1893), в 1837 году она вышла замуж за Генри Холла из Бартон-Эбби[7].
- Достопочтенная Фрэнсис Кэролайн Худ (29 марта 1821 — 1 октября 1903), в 1845 году она вышла замуж за сэра Джона Уолронда, 1-го баронета[7].
- Александр Нельсон Худ, 1-й виконт Бридпорт (23 декабря 1814 — 4 июня 1904). Он женился на леди Мэри Пенелопе Хилл, дочери Артура Хилла, 3-го маркиза Дауншира, в 1838 году[7].
- Достопочтенный Горацио Нельсон Худ (24 апреля 1826—1832), умерший в детстве[7].

Сэмюэл Худ скончался умер 6 января 1868 года в Крикет-Сент-Томас, Сомерсет, Англия. Ему наследовал его старший сын Александр, который позже стал виконтом Бридпортом в Пэрстве Соединённого королевства и унаследовал герцогство Бронте от своей матери после ее смерти в 1873 году.

## Итальянские титулы и поместья
После смерти отца в 1835 году его жена Шарлотта, тогда известная как леди Бридпорт, унаследовала сицилийское герцогство своего отца, став по праву 3-й герцогиней Бронте, однако его британские титулы перешли по особому праву вместе с его британскими поместьями к его племяннику Томасу Болтону, который взял фамилию «Нельсон» в соответствии с условиями завещания.
Через свою жену он унаследовал Кастелло ди Нельсон, большой особняк, построенный Горацио Нельсоном, и его большое поместье между Бронте и Маньяче на Сицилии на северо-западных предгорьях Этны, которым владели его потомки до 1982 года. Он считал местных жителей «беспокойными, беспокойными людьми», доставляющими неприятности управлению поместьем, и, как и его брат адмирал, он никогда не ступал туда.